# جيروم أ. بارون
جيروم أ. بارون (بالإنجليزية: Jerome A. Barron)‏ هو محامي أمريكي، ولد في 1934.